# Aleksej Voevodin
Aleksej Nikolaevič Voevodin (in russo Алексей Николаевич Воеводин?; Penza, 9 agosto 1970) è un ex marciatore russo.
Ha vinto la medaglia di bronzo alle olimpiadi del 2004 a Pechino, la medaglia d'argento ai mondiali del 2005, e due volte la coppa del mondo di marcia, nel 2002 e nel 2004.

## Palmarès
| Anno | Manifestazione  | Sede     | Evento       | Risultato | Prestazione | Note                                     |
| ---- | --------------- | -------- | ------------ | --------- | ----------- | ---------------------------------------- |
| 1995 | Mondiali        | Göteborg | Marcia 50 km | 15º       | 3h59'23"    |                                          |
| 1997 | Mondiali        | Atene    | Marcia 50 km | 10º       | 3h54'28"    |                                          |
| 2001 | Mondiali        | Edmonton | Marcia 50 km | dnf       | dnf         |                                          |
| 2002 | Europei         | Monaco   | Marcia 50 km | Argento   | 3h40'16"    | Miglior prestazione personale stagionale |
| 2003 | Mondiali        | Parigi   | Marcia 50 km | 4º        | 3h38'01"    | Miglior prestazione personale            |
| 2004 | Giochi olimpici | Atene    | Marcia 50 km | Bronzo    | 3h43'34"    |                                          |
| 2005 | Mondiali        | Helsinki | Marcia 50 km | Argento   | 3h41'25"    | Miglior prestazione personale            |
| 2007 | Mondiali        | Osaka    | Marcia 50 km | dnf       | dnf         |                                          |